# Saison 2010-2011 de Manchester United
Maillots
Chronologie
Saison précédente Saison suivante
La saison 2010-2011 de Manchester United est la 36e saison consécutive du club dans l'élite. Manchester United joue aussi pour sa 15e année de suite la Ligue des Champions, tout en jouant les traditionnelles coupes anglaises : la FA Cup et la Carling Cup. Manchester United joue également du fait de la victoire en FA Cup et du titre de champion de Chelsea la saison précédente, la finale du Community Shield, et ceci pour la 4e année consécutive, égalant le record d'Everton et d'Arsenal.

## Transferts

### Mercato d'été
| Type de transfert | Nom               | Contrat        | Provenance / Destination |
| Arrivée           | Chris Smalling    | Transfert      | Fulham FC (D1)           |
| Arrivée           | Javier Hernández  | Transfert      | Chivas (D1)              |
| Arrivée           | Bébé              | Transfert      | Vitoria de Guimares (D1) |
| Départs           | Thomas Heaton     | Transfert      | Cardiff City (D2)        |
| Départs           | Zoran Tošić       | Transfert      | CSKA Moscou (D1)         |
| Départs           | Ron-Robert Zieler | Transfert      | Hanovre 96 (D1)          |
| Départs           | Ben Foster        | Transfert      | Birmingham City (D1)     |
| Départs           | David Gray        | Transfert      | Preston NEFC (D2)        |
| Départs           | Febian Brandy     | Fin de contrat |                          |
| Départs           | Sam Hewson        | Fin de contrat |                          |
| Départs           | Scott Moffatt     | Fin de contrat |                          |
| Départs           | Matthew James     | Prêt           | Preston NEFC (D2)        |
| Départs           | Mame Biram Diouf  | Prêt           | Blackburn Rovers (D1)    |
| Départs           | Danny Welbeck     | Prêt           | Sunderland (D1)          |

## Matchs

### Pré-saison
- Javier Hernández a joué la première mi-temps avec son ancien club Chivas et la seconde avec son nouveau club Manchester United.

### FA Community Shield
| Finale                     | Chelsea FC | 1 - 3 | Manchester United                            | Wembley Stadium, Londres                  |                                           |
| Dimanche 8 août 2010 15:00 | Kalou 83e  |       | 41e Valencia · 76e Chicharito · 90e Berbatov | Spectateurs : 84 236 Arbitrage : Marriner | Spectateurs : 84 236 Arbitrage : Marriner |
| Dimanche 8 août 2010 15:00 | Rapport    |       |                                              | Spectateurs : 84 236 Arbitrage : Marriner | Spectateurs : 84 236 Arbitrage : Marriner |

### Carling Cup
| 3e tour                          | Scunthorpe                | 2 - 5 | Manchester United                                          | Glanford Park, Scunthorpe            |                                      |
| Mercredi 22 septembre 2010 20:45 | Wright 19e · Woolford 90e |       | 23e Gibson · 35e Smalling · 48e Owen · 53e Park · 70e Owen | Spectateurs : 9 077 Arbitrage : Dean | Spectateurs : 9 077 Arbitrage : Dean |
| Mercredi 22 septembre 2010 20:45 | rapport                   |       |                                                            | Spectateurs : 9 077 Arbitrage : Dean | Spectateurs : 9 077 Arbitrage : Dean |

| 4e tour                     | Manchester United                    | 3 - 2 | Wolverhampton           | Old Trafford, Manchester               |                                        |
| Mardi 26 octobre 2010 20:45 | Bebé 56e · Park 70e · Chicharito 90e |       | 60e Elokobi · 76e Foley | Spectateurs : 46 083 Arbitrage : Jones | Spectateurs : 46 083 Arbitrage : Jones |
| Mardi 26 octobre 2010 20:45 | rapport                              |       |                         | Spectateurs : 46 083 Arbitrage : Jones | Spectateurs : 46 083 Arbitrage : Jones |

| Quart de finale              | West Ham United                                 | 4 - 0 | Manchester United | Boleyn Ground, Londres                       |                                              |
| Mardi 30 novembre 2010 20:45 | Spector 22e · Spector 36e · Cole 55e · Cole 66e |       |                   | Spectateurs : 33 551 Arbitrage : Clattenburg | Spectateurs : 33 551 Arbitrage : Clattenburg |
| Mardi 30 novembre 2010 20:45 | rapport                                         |       |                   | Spectateurs : 33 551 Arbitrage : Clattenburg | Spectateurs : 33 551 Arbitrage : Clattenburg |

### Ligue des Champions
Manchester United effectue sa 23e participation à la ligue des champions. Manchester United se retrouve dans le groupe C.

#### Phase de Poules
| Rang | Équipe            | Pts | J | G | N | P | Bp | Bc | Diff |
| ---- | ----------------- | --- | - | - | - | - | -- | -- | ---- |
| 1    | Manchester United | 14  | 6 | 4 | 2 | 0 | 7  | 1  | +6   |
| 2    | Valence FC        | 11  | 6 | 3 | 2 | 1 | 15 | 4  | +11  |
| 2    | Rangers FC        | 6   | 6 | 1 | 3 | 2 | 3  | 6  | -3   |
| 4    | Bursaspor         | 1   | 6 | 0 | 1 | 5 | 2  | 16 | -14  |

#### 1/8 de finale
| Match aller                    | Olympique de Marseille | 0 - 0 | Manchester United | Stade Vélodrome, Marseille                   |                                              |
| Mercredi 23 février 2011 20:45 |                        |       |                   | Spectateurs : 57 957 Arbitrage : Felix Brych | Spectateurs : 57 957 Arbitrage : Felix Brych |
| Mercredi 23 février 2011 20:45 | Rapport                |       |                   | Spectateurs : 57 957 Arbitrage : Felix Brych | Spectateurs : 57 957 Arbitrage : Felix Brych |

| Match retour             | Manchester United | 2 - 1 | Olympique de Marseille | Old Trafford, Manchester            |                                     |
| Mardi 15 mars 2011 20:45 | Hernández 5e 75e  |       | Brown 82e (csc)        | Arbitrage : Carlos Velasco Carballo | Arbitrage : Carlos Velasco Carballo |
| Mardi 15 mars 2011 20:45 | Rapport           |       |                        | Arbitrage : Carlos Velasco Carballo | Arbitrage : Carlos Velasco Carballo |

#### 1/4 de finale
| Match aller                 | Chelsea | 0 - 1 | Manchester United | Stamford Bridge, Londres                                  |                                                           |
| Mercredi 6 avril 2011 20:45 |         |       | Rooney 24e        | Spectateurs : 37 915 Arbitrage : Alberto Undiano Mallenco | Spectateurs : 37 915 Arbitrage : Alberto Undiano Mallenco |
| Mercredi 6 avril 2011 20:45 | Rapport |       |                   | Spectateurs : 37 915 Arbitrage : Alberto Undiano Mallenco | Spectateurs : 37 915 Arbitrage : Alberto Undiano Mallenco |

| Match retour              | Manchester United        | 2 - 1 | Chelsea    | Old Trafford, Manchester         |                                  |
| Mardi 12 avril 2011 20:45 | Hernández 43e · Park 77e |       | Drogba 77e | Arbitrage : Olegário Benquerença | Arbitrage : Olegário Benquerença |
| Mardi 12 avril 2011 20:45 | Rapport                  |       |            | Arbitrage : Olegário Benquerença | Arbitrage : Olegário Benquerença |

#### 1/2 finale
| Match aller                     | Schalke 04 | 0 - 2 | Manchester United      | Arena AufSchalke, Schalke           |                                     |
| Mardi 26 avril 2011 20 h 45 HEC |            |       | Giggs 67e · Rooney 69e | Arbitrage : Carlos Velasco Carballo | Arbitrage : Carlos Velasco Carballo |
| Mardi 26 avril 2011 20 h 45 HEC | Rapport    |       |                        | Arbitrage : Carlos Velasco Carballo | Arbitrage : Carlos Velasco Carballo |

| Match retour                    | Manchester United                            | 4 - 1 | Schalke 04 | Old Trafford, Manchester  |                           |
| Mercredi 4 mai 2011 20 h 45 HEC | Valencia 26e · Gibson 31e · Anderson 72e 76e |       | Jurado 35e | Arbitrage : Pedro Proença | Arbitrage : Pedro Proença |
| Mercredi 4 mai 2011 20 h 45 HEC | Rapport                                      |       |            | Arbitrage : Pedro Proença | Arbitrage : Pedro Proença |

### Finale
| 28 mai 2011 | FC Barcelone                  | 3 - 1 | Manchester United | Wembley Stadium, Londres                       |                                                |
| 20 h 45 HEC | Pedro 27e Messi 54e Villa 69e | (1-1) | Rooney 34e        | Spectateurs : 87 695 Arbitrage : Kassai Victor | Spectateurs : 87 695 Arbitrage : Kassai Victor |
| 20 h 45 HEC | -                             |       |                   | Spectateurs : 87 695 Arbitrage : Kassai Victor | Spectateurs : 87 695 Arbitrage : Kassai Victor |